# Denny Vrandečić
Denny Vrandečić (Stuttgart, 27 de febrer de 1978) és un informàtic croat.

## Biografia
Denny Vrandečić va fer els estudis secundaris al Geschwister-Scholl Gymnasium d'Stuttgart i a partir de 1997 va estudiar informàtica i filosofia a la Universitat d'Stuttgart. Obtingué el seu doctorat l'any 2010 a l'Institut Tecnològic de Karlsruhe (KIT).
L'any 2010 va traslladar-se a la Universitat del Sud de Califòrnia.
L'any 2013 va començar a treballar a Google en el projecte Knowledge Graph, la base de coneixements utilitzada per Google per a compilar els resultats del seu motor de cerca amb informacions semàntiques provinents d'altres fonts.
L'any 2012 havia estat cap del projecte Wikidata a Wikimedia Deutschland. Juntament amb Markus Krötzsch crearen anys abans, el 2005, Semantic MediaWiki (SMW), que serviria d'inspiració per a Wikidata.
El juliol de 2020 deixa Google i es mou a la Fundació Wikimedia, on treballa en la concepció de la Viquipèdia abstracta, un nou projecte germà de la Viquipèdia. L'objectiu d'aquest darrer projecte és crear una plataforma de coneixements multilingüe i explotable per màquines, utilitzant el mateix principi de dades estructurades de Wikidata.